# I Got Love (bài hát)
"I Got Love" là bài hát được thu âm bởi ca sĩ Hàn Quốc Taeyeon cho album phòng thu đầu tiên của cô My Voice (2017). Lời bài hát được viết bởi Kenzie, cũng là người sáng tác bài này với Thomas Troelsen và Eyelar. "I Got Love" được mô tả như một bài hát nhạc pop và R&B với các yếu tố của trap. MV cho bài hát được phát hành vào ngày 18 tháng 2 năm 2017 như quảng bá cho My Voice, trong khi đó, bài hát được phát hành kỹ thuật số cùng lúc với việc phát hành album vào ngày 28 tháng 2. "I Got Love" nhận được những đánh giá tích cực từ các nhà phê bình âm nhạc. Bài hát đạt vị trí 20 trên Gaon Digital Chart của Hàn Quốc và có hơn một triệu lượt nghe trong tuần đầu tiên phát hành. Ngoài ra, bài hát cũng đứng vị trí thứ 9 trên Billboard World Digital Songs.

## Tiểu sử
Từ khi ra mắt như một ca sĩ solo vào tháng 10 năm 2015 với thành công của EP I và Why cũng như single digital đứng đầu trên các bảng xếp hạng "Rain" và "11:11", ca sĩ Hàn Quốc Kim Tae-yeon (thường được biết đến với tên Taeyeon) đã nổi lên và trở thành người nổi tiếng nhất nước Hàn Quốc năm 2016. Ngày 14 tháng 2 năm 2017, công ty quản lí của Taeyeon SM Entertainment rằng full album phòng thu đầu tiên của cô ấy có thể sẽ phát hành vào cuối tháng 3. Vài ngày sau, công ty quản lí phát hành hình ảnh quảng bá và trailer ngắn của MV cho bài hát mới với tựa đề "I Got Love", được cố định là bài hát phát hành trước của album.

## Bình luận
"I Got Love" được SM Entertainment mô tả như một bài hát "urban R&B". Trong khi đó, Tamar Herman của Billboard mô tả bài hát như một số nhạc pop có ảnh hưởng từ trap đến R&B.

## Đón nhận
Tamar Herman từ Billboard cho rằng "I Got Love" giúp phô diễn "một khía cạnh trưởng thành hơn (a more mature side)" của Taeyeon như phong cách âm nhạc của Taeyeon tập trung nhiều hơn vào "màn trình diễn và lời bài hát'', trái ngược với "khía cạnh tình cảm'' của cô như đã thể hiện qua các bài hát trước đây bao gồm "I" và "11:11".
"I Got Love" ra mắt tại vị trí 20 trên Gaon Digital Chart cho ngày 4 tháng 3 năm 2017. Trong tuần đầu tiên phát hành, bài hát đạt 75,233 bản và đạt tới 1,071,722 lượt nghe thông qua các trang nghe nhạc trực tuyến của Hàn Quốc. Tuần tiếp theo, "I Got Love" rơi xuống vị trí 71 trên Gaon Digital Chart,  gồm 23,153 lượt tải và 905,873 lượt nghe. Ngoài ra, bài hát cũng ra mắt tại vị trí thứ 9 trên Billboard World Digital Songs.

## Nhân viên
Trích từ cuốn sách CD nhỏ của My Voice.
- Lời tiếng Hàn được viết bởi Kenzie
- Sáng tác bởi Kenzie, Thomas Troelsen và Eyelar Mirzazadeh
- Bố trí bởi Thomas Troelsen và Eylar Mirzazadeh
- Directed bởi Kenzie
- Background bởi Taeyeon
- Thu âm bởi Lee Min-kyu tại SM Big Shot Studio
- Mixed bởi Gu Jong-mil tại SM Yellow Tail Studio
- Masteredbởi Tom Coyne tại Sterling Sound

## Bảng xếp hạng
| Bảng xếp hạng (2017)               | Vị trí xếp hạng cao nhất |
| ---------------------------------- | ------------------------ |
| Hàn Quốc (Gaon)                    | 20                       |
| US World Digital Songs (Billboard) | 9                        |

## Doanh số
| Khu vực         | Doanh số |
| --------------- | -------- |
| Hàn Quốc (Gaon) | 98,386   |